# Fenyvessy Zoltán
Fenyvessy Zoltán (Pilis, 1949. augusztus 25. –) ügyvéd, országgyűlési képviselő.

## Életpályája
Fizikai munkás szülők – lakatos és bolti eladó – gyermekeként született. Hatéves korában szülei elváltak, ezt követően édesanyja nevelte. Fenyvessy Zoltán 10 évesen került családjával Budapestre albérletbe. Miután befejezte az általános iskolát, mivel anyagi megfontolásból gimnáziumban nem tanulhatott tovább, ipari tanulónak ment, és három évi inaskodást követően letette a mechanikai műszerész szakmunkásvizsgát.
A sorkatonaságtól való leszerelését követően a Pécsi Egyetem Állam- és Jogtudományi Karára felvételizett, annak elvégzése után sikeres szakvizsgát tett. Ezután jogtanácsosként dolgozott iparvállalatoknál, majd egyéni ügyvéd lett. Ebben a minőségben máig főként társasági ügyekkel foglalkozik. 16 évig volt önkormányzati, majd 1998 és 2002 között országgyűlési képviselő, utóbbi megbizatásában frakcióvezető-helyettesként tevékenykedett.
A Magyar Igazság és Élet Pártjának 1994-től egészen Csurka István haláláig az alelnöke volt, 2012. október 28-tól 2017-ig volt a párt elnöke.

## Családja
1968-ban vette feleségül Kókai Erzsébetet, aki eredetileg gyors- és gépíróként dolgozott, később mérlegképes könyvelő, titkárnő, tisztviselő lett. Gyermekeik: Richárd (1974), Hargita (1978).